# O Engenho de Zé Lins
O Engenho de Zé Lins é um documentário brasileiro de 2007 dirigido por Vladimir Carvalho, narrado por Othon Bastos.
Conta a história do escritor José Lins do Rego desde sua infância.

## Participações especiais
- Muniz Sodré
- Walter Lima Jr.
- Júlio Bressane
- Carlos Heitor Cony